# Olivet, Loiret
Olivet är en fransk stad och kommun i departementet Loiret. År 2022 hade Olivet 22 988 invånare. Namnet Olivet kan betyda olivberget. Staden ligger strax norr om den stora floden Loire. Området är översvämningshotat, men har varit förskonat från översvämningar sedan 1800-talet.

## Historia
Under 1000-talet byggdes vattenfabriker i området av munkar. Under denna tid kallades byn för Saint-Martin-du-Loiret. Byn drabbades av massiv förstörelse under belägringen av Orléans under hundraårskriget. Under 1600-talet byggs slottet Poutyl, vilket förvärvades av marskalk Henrik IV för diskreta möten med sin älskarinna. I området finns även annan storslagen och intressant arkitektur och Loiredalen är världsberömt för dess slott. Redan under 1800-talet blev Loiret ett populärt turistmål.

## Platser och monument
Kyrkan Saint-Martin har i sin helhet utnämnts till historiskt monument. Dess konstruktion sträcker sig från 1100-talet till 1800-talet.
Loiret är också kantad av flera slott, de flesta privata. 
- Château du Poutyl som i dag ägs av kommunen och innehåller en liten teater och en stor park.
- The Castle av La Fontaine;
- Castle Beauséjour;
- Slottet i Beauvoir;
- The Castle Isambert;
- Castle Lorette (förstördes 1969, som lämnar utrymme för "Clos de Lorette");
- Castle Coüasnon;
- The Castle av Quétonnière;
- Castle Villebourgeon.

## Befolkningsutveckling
Antalet invånare i kommunen Olivet
| Referens: INSEE |